# Astigmasaura
Astigmasaura is een geslacht van plantenetende sauropode dinosauriërs, behorende tot de Diplodocoidea, dat tijdens het late Krijt leefde in het gebied van het huidige Argentinië. De enige benoemde soort is Astigmasaura genuflexa.
In 2017 vonden N. Márquez en C. Mabelini op de vindplaats van El Oréjano een skelet van een sauropode. Het werd geprepareerd door het laboratorium van het Museo Municipal “Argentino Urquiza”. In 2024 werden de achterpoten beschreven door Flavio Bellardini. Op dat moment was de rest van het skelet nog niet geprepareerd.
In 2025 werd de typesoort Astigmasaura genuflexa benoemd en beschreven door Flavio Bellardini, Leonardo Sebastián Filippi, José Luis Carballido, Alberto Carlos Garrido en Mattia Antonio Baiano. De geslachtsnaam verwijst indirect naar het olieveld van El Oréjano. De vindplaats daar wordt bevolkt door verwilderde runderen die geen oormerk hebben en dus a-stigma zijn, "zonder teken". De soortaanduiding betekent "met gebogen knie" in het Latijn, een verwijzing naar het feit dat het fossiel met naar achteren gebogen knieën gevonden was.